# Synagoge Beit Tikwa (Bielefeld)

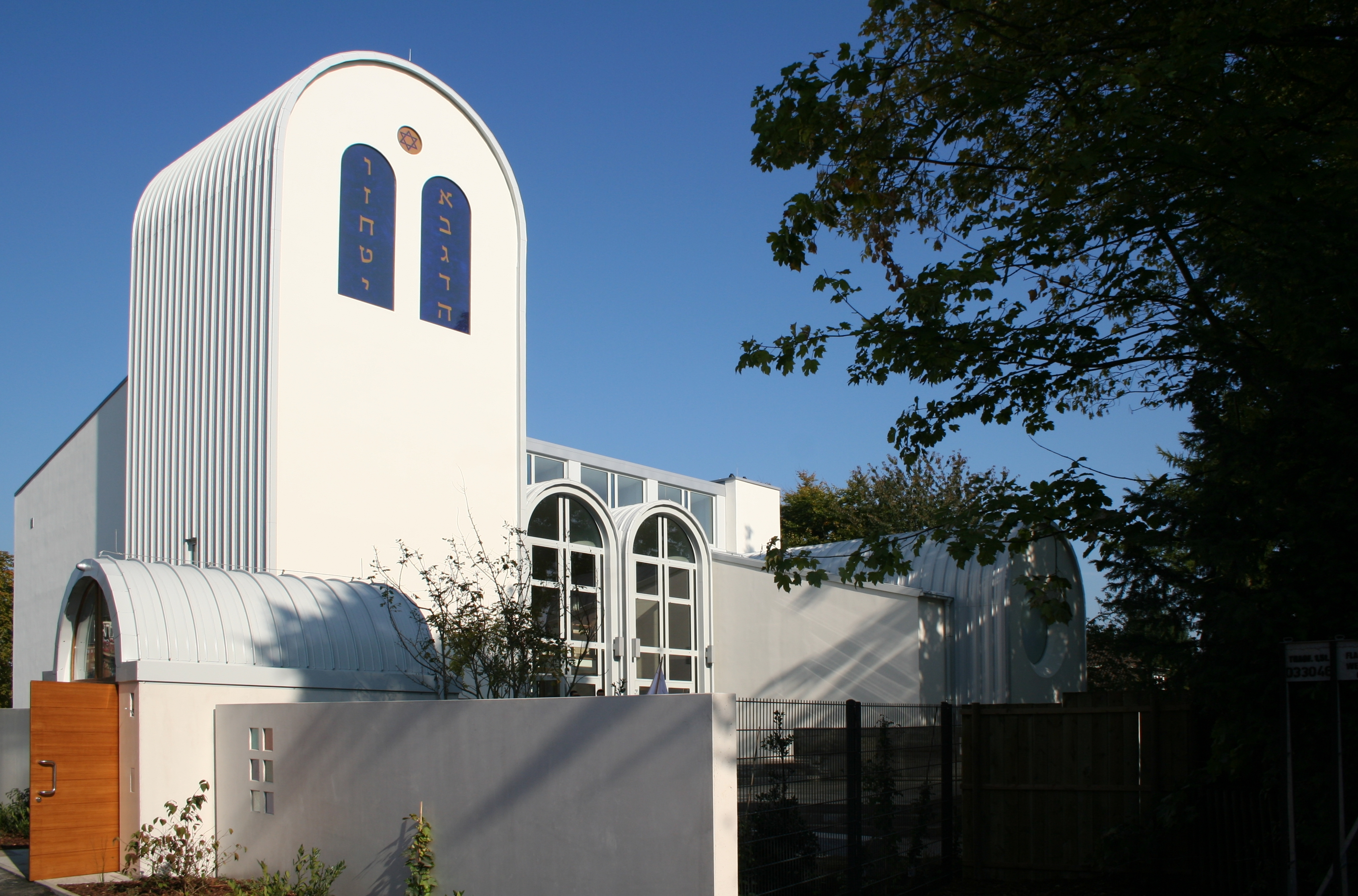
Die neue Synagoge an der Detmolder Straße

Die Synagoge Beit Tikwa (Biblisches Hebräisch בַּ֫יִת תִּקְוָה báyiṯ tiqwâ’, deutsch ‚Haus der Hoffnung‘) an der Detmolder Straße ist die Heimat der jüdischen Kultusgemeinde Bielefeld. Das jüdische Gotteshaus entstand durch den Umbau der evangelischen Paul-Gerhardt-Kirche im Jahr 2008 und gilt damit als erste Synagoge Nachkriegsdeutschlands, die aus dem Umbau einer evangelischen Kirche entstand.

## Baugeschichte
1958 wurde die Gemeinde der Neustädter Marienkirche geteilt. Für die eigenständig gewordene neue Gemeinde wurde die Paul-Gerhardt-Kirche nach Entwurf von Denis Joseph Boniver (1897–1961) erbaut. Die 1961 geweihte Kirche bekam sechs Bronzeglocken, 1962 von der Glockengießerei Petit & Gebr. Edelbrock in Gescher gegossen, die jeweils eine Inschrift aus einem der Lieder von Paul Gerhardt tragen.

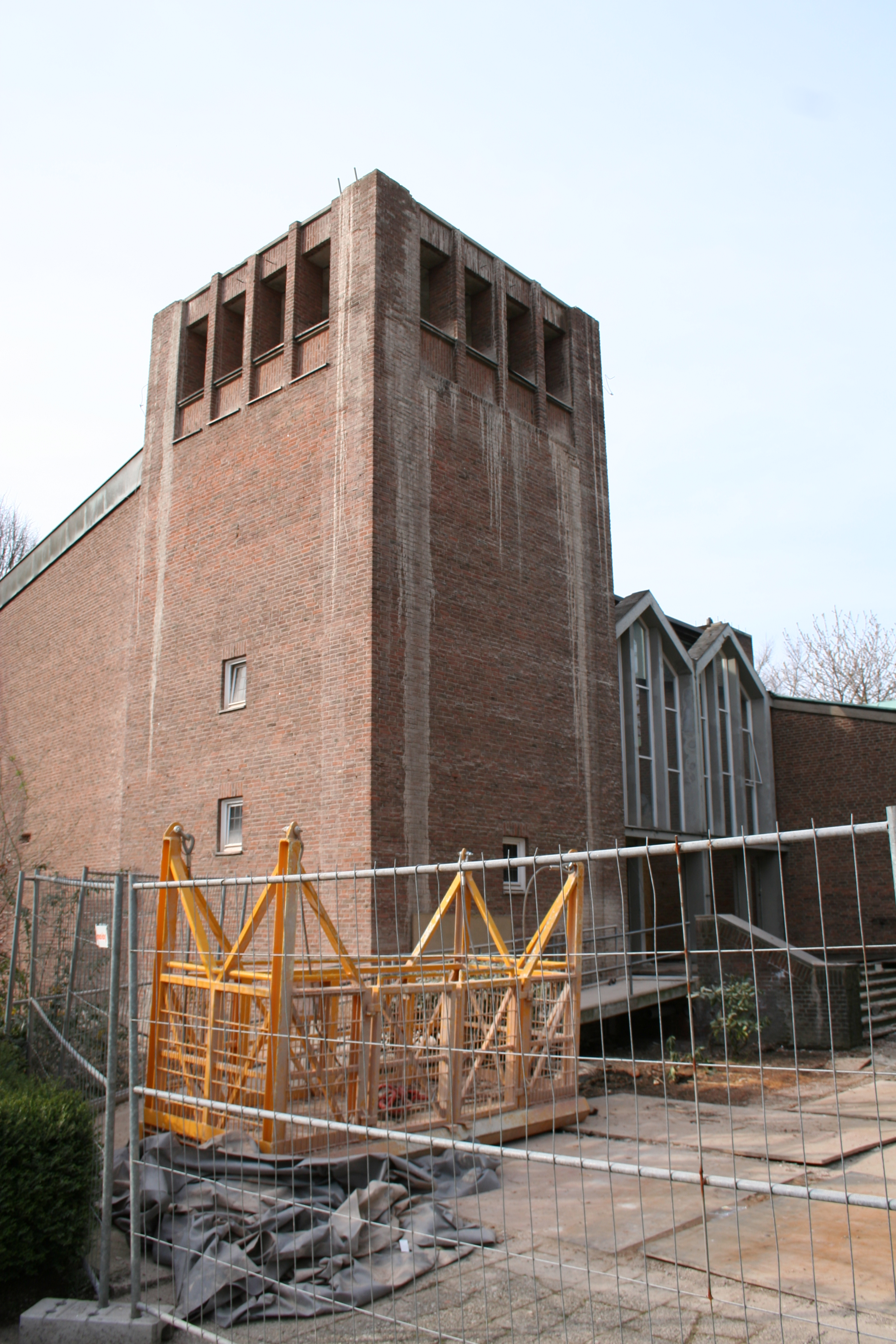
Die Paul-Gerhardt-Kirche während des Umbaus mit schon entfernter Turmspitze im April 2008.

Im Jahr 2005 fusionierte die evangelische Paul-Gerhardt-Gemeinde mit der Neustädter Mariengemeinde. Kurz nach der Fusion kündigte der Kirchenkreis Bielefeld an, die Paul-Gerhardt-Kirche verkaufen zu wollen. Die jüdische Gemeinde bemühte sich um das Gebäude und wurde sich schnell mit dem Kirchenkreis einig. Gegen den Verkauf des Kirchengebäudes gründete sich die „Bürgerinitiative zum Erhalt der Paul-Gerhardt-Kirche“ mit etwa 80 Mitgliedern, deren Protest sich vor allem gegen den Verlust der eigenen Kirche richtete. Auch innerhalb der jüdischen Gemeinde Bielefeld kam es in Zusammenhang mit dem Erwerb des Kirchengebäudes zum Konflikt. Der für den Kauf verantwortliche Vorstand wurden abgewählt. Den Höhepunkt der Protestaktionen auf evangelischer Seite stellte Ende März 2007 die Besetzung des Gotteshauses durch etwa zehn Mitglieder der Initiative Paul-Gerhardt-Kirche dar. Die Besetzung dauerte drei Monate an und wurde durch den Kompromiss beendet, dass die Gemeinde das Kirchengebäude noch bis zum 12. September 2007 nutzen durfte.
Nachdem die Besetzung beendet und der Verkauf der Kirche an die jüdische Gemeinde zustande gekommen war, konnten die Arbeiten zum Umbau in eine Synagoge beginnen. Die Kirchturmspitze wurde demontiert, das sechsstimmige Geläut abgenommen. Nach knapp zehnmonatiger Bauzeit wurden die Bauarbeiten im September 2008 abgeschlossen. Der Umbau des Gebäudes wurde aus Mitteln der Gemeinde, der Stadt Bielefeld sowie des Landes Nordrhein-Westfalen finanziert. Die Planung erfolgte durch das Architekturbüro Klaus Beck aus Bielefeld.

## Einweihung
Am 21. September 2008, genau 103 Jahre und einen Tag nach der Einweihung der Synagoge an der Turnerstraße, wurde die neue Synagoge feierlich eingeweiht. Zu diesem Festakt waren verschiedene prominente Persönlichkeiten aus Politik und Gesellschaft zugegen, darunter der gebürtige Bielefelder und damalige Botschafter der Bundesrepublik Deutschland in Israel Harald Kindermann und der damalige Ministerpräsident des Landes Nordrhein-Westfalen Jürgen Rüttgers.

## Architektur
Durch den Umbau hat sich das ehemalige Kirchengebäude in seinem Aussehen stark verändert. Die Spitze des alten Kirchturms wurde abgerissen und durch ein rundes Dach ersetzt, im Inneren des Turmes befindet sich nun ein Fahrstuhl. Die Fassade wurde weiß verputzt und das Eingangsportal mit einer großzügigen Fensterfront versehen. Im Gegensatz zu dem früheren Kirchengebäude wird die Synagoge zur Detmolder Straße hin von einer etwa zwei Meter hohen Mauer abgegrenzt. Im Inneren der Synagoge befinden sich nun eine Bibliothek und verschiedene Räumlichkeiten für Veranstaltungen. Der Toraschrein wurde von evangelischen, katholischen und freikirchlichen Christen gespendet. Er steht vor der alten Altarwand, deren sieben kleine runde Glausfenster neu gestaltet wurden.